# Aguatón

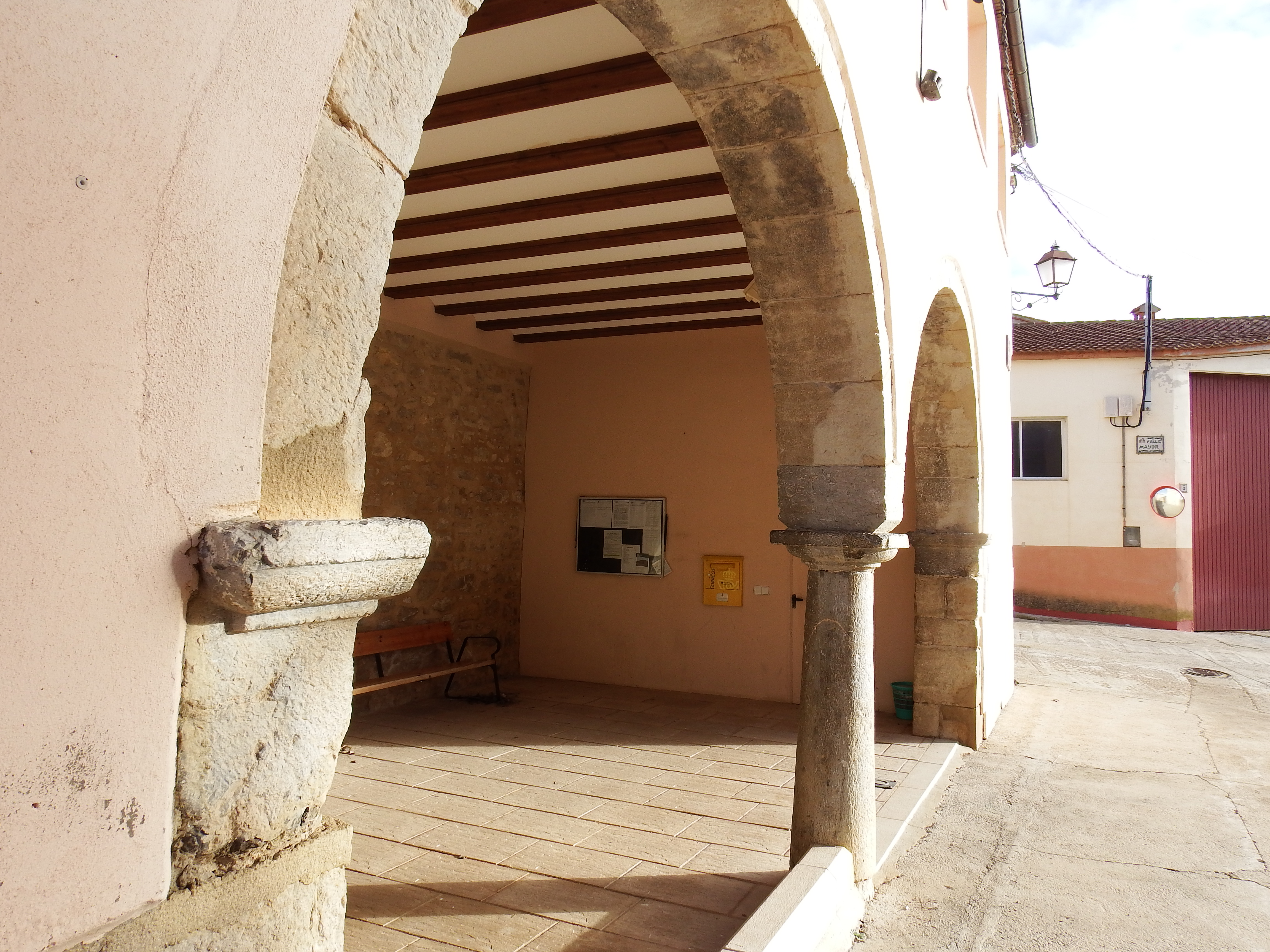
Rathaus (ayuntamiento)

Aguatón ist ein Bergdorf und eine Gemeinde mit 17 Einwohnern (Stand: 2024) in der Provinz Teruel in der autonomen Region Aragonien im östlichen Zentrum von Spanien.

## Lage und Klima
Der Ort Aguatón liegt auf einer Bergkuppe im von Bachläufen (ramblas oder barrancos) durchzogenen westlichen Hochland der Provinz gut 45 km (Fahrtstrecke) nordwestlich der Provinzhauptstadt Teruel in einer Höhe von ca. 1220 m; die Stadt Saragossa liegt etwa 140 km nördlich. Bis zur Mittelmeerküste sind es annähernd 100 km (Luftlinie). Das Klima ist meist warm und trocken; der eher spärliche Regen (ca. 350 mm/Jahr) fällt überwiegend in den Wintermonaten.

## Bevölkerungsentwicklung
| Jahr      | 1857 | 1900 | 1950 | 2000 | 2022 |
| Einwohner | 236  | 166  | 150  | 24   | 16   |

Die Mechanisierung der Landwirtschaft sowie die Aufgabe bäuerlicher Kleinbetriebe („Höfesterben“) und der daraus resultierende Verlust an Arbeitsplätzen haben seit der Mitte des 20. Jahrhunderts zu einer Landflucht und zu einem deutlichen Bevölkerungsrückgang geführt.

## Wirtschaft
Nur etwa ein Fünftel des Gemeindegebietes wird landwirtschaftlich genutzt, wobei der Anbau von Getreide und die Weidewirtschaft im Vordergrund stehen.

## Geschichte
Auf dem Gemeindegebiet wurden keine prähistorischen oder antiken Funde entdeckt. Im 8. Jahrhundert eroberten die Mauren beinahe die gesamte Iberische Halbinsel. Wahrscheinlich unter König Alfonso II. wurde die Region im 12. Jahrhundert christlich. Während des Spanischen Bürgerkriegs (1936–1939) entstanden Schäden an der Kirche.

## Sehenswürdigkeiten
- Mit dem Bau der ursprünglich einschiffigen Iglesia del Salvador wurde im Jahr 1698 begonnen; gemäß einer Inschrifttafel wurde sie jedoch erst im Jahr 1777 fertiggestellt. Die Kirche ist – mit Ausnahme der aus Werksteinen bestehenden Ecksteine – aus Bruchsteinen erbaut. Ein kleiner Portalvorbau wurde später hinzugefügt, doch scheint die hölzerne Tür aus der Bauzeit zu stammen.[4]
- Die meisten Hausfassaden sind verputzt; einige wenige zeigen jedoch Natursteine.
- Das Erdgeschoss des Rathauses (ayuntamiento) ist durch zwei Bögen zu einer Vorhalle (Portikus) geöffnet.

Umgebung
- Die etwa 6 km südlich des Ortes stehende Ermita de la Virgen del Castillo stammt aus dem 17. Jahrhundert; sie wurde jedoch in der Folgezeit mehrfach restauriert und verändert.
- Von einer nahegelegenen mittelalterlichen Burg (castillo) sind nur spärliche Ruinen erhalten.